# صورت یک فرشته
صورت یک فرشته (انگلیسی: The Face of an Angel) یک فیلم به کارگردانی مایکل وینترباتم است که در سال ۲۰۱۴ منتشر شد. از بازیگران آن می‌توان به کارا دلیوین، دانیل برول، کورادو اینوِرنیتسی و کیت بکینسیل اشاره کرد.
داستان فیلم اقتباسی از کتابی به همین نام و برمبنای پرونده قضایی آماندا ناکس، آمریکایی ۲۷ ساله، تهیه شده است.